# Lanmuchang
Lanmuchang (en chinois : 滥木厂) est le nom d'une localité et d'une mine historique de mercure située au sud-ouest de la province du Guizhou en Chine. Cette région est connue pour présenter des taux de thallium parmi les plus élevés au monde.

## Contexte géologique
Lanmuchang est situé dans une ceinture minérale du sud-ouest de la Chine qui a été exploitée pendant 2 000 ans pour le cinabre afin de fabriquer la peinture vermillon, le rouge de Chine et l'encre rouge et de produire du mercure. De nombreux autres métaux et métalloïdes rares sont présents dans le minerai de Lanmuchang.
Selon Fengqi Zhao et ses collaborateurs en 2021, les minéraux sulfatés de Lanmuchang sont principalement la mélantérite, l'halotrichite et la fibroferrite ; alors que le taux moyen de thallium de la roche est de 156,4 µg g−1, et que celui du sol est de 72,1 µg g−1, celui des minéraux sulfatés n'est que de 0,11 µg g−1. Ceci suggère que « le thallium des roches minéralisées est entré dans les sols par oxydation de la pyrite avec peu de piégeage par les minéraux sulfatés. La dissolution des minéraux de sulfate ferrique accélère l'oxydation de la pyrite et maintient l'acidité du sol, ce qui améliore probablement la disponibilité du Tl du sol pour les cultures ».
Cette zone est désignée dans les textes historiques concernant le vif-argent sous le nom de « Kwei-Chau », ou Kweichow.

## Séquelles minières
En raison de processus naturels de minéralisation sulfurée de sols riches en métaux et notamment en mercure et en thallium et en raison des séquelles minières (drainage minier acide), les sols de la région sont très contaminés par les métaux lourds : le mercure et l'arsenic notamment. Un autre contaminant, qui est aussi un polluant émergent sur l'ensemble de la planète, est le thallium (le plus toxique des métaux).
Des records de concentration sont enregistrés pour ce métal ; elles constituent un danger pour la santé humaine en raison de sa forte toxicité, de sa biodisponibilité élevée (on le retrouve dans les plantes sauvages et de culture) et en raison de possibles effets synergiques avec d'autres polluant métalliques très présent dans l'eau et les sols autour des anciennes mines.
Dans les sols non perturbés du bassin minier, on trouve de 1,5 à 6,9 mg/kg de thallium, contre 40 à 124 mg/kg dans les sols perturbés par les activités minières ; de 14 à 62 mg/kg dans les alluvions en aval… alors que le fond géochimique naturel est inférieur à 0,2 à 0,5 mg/kg de thallium.
On y a constaté que certaines espèces bioaccumulent plus le thallium que d'autres, avec par exemple par ordre décroissant : chou vert > carotte > piment > chou chinois > riz > maïs. Le taux le plus élevé de thallium découvert dans le chou vert atteignant environ 500 mg/kg en poids sec (plus que le taux de thallium du sol où sont cultivés ces choux verts.
Ces mêmes plantes concentraient moins le mercure et l'arsenic que le thallium.
L'absorption orale quotidienne moyenne de thallium par un villageois de la région de Lanmuchang consommant des légumes locaux a été estimée à 1,9 mg par personne ; c'est environ 50 fois la quantité ingérée par jour par les habitants mangeant des légumes plantés hors de la zone la plus polluée. En outre, l'ingestion quotidienne d'arsenic et de plomb provenant de la zone d'étude a été évaluée à 0,03 et 0,01 mg, respectivement.
La chaîne alimentaire transfère le thallium en mettant en danger la santé des villageois locaux.